# Márcio Araújo (voleibolista de praia)
Márcio Henrique Barroso Araújo (Fortaleza, 12 de outubro de 1973) é um jogador de voleibol de praia brasileiro. Em parceria com Benjamin Insfran, ganhou a medalha de bronze no Campeonato Mundial de 2003, no Rio de Janeiro. Formando dupla com Fábio Luiz Magalhães, ganhou a medalha de ouro no Campeonato Mundial de 2005, em Berlim, e a de prata nos Jogos Olímpicos de 2008, em Pequim. Araújo também representou o Brasil nos Jogos Olímpicos de 2004, em Atenas.

## Carreira
Márcio recebeu vários prêmios individuais no Circuito Brasileiro: melhor defesa nas temporadas de 2000, 2002, 2003 e 2004; melhor jogador em 2005 e o melhor levantamento nas edições de 2008, 2009, 2010 e 2013-14. Também foi premiado no Circuito Mundial como o melhor levantador em 2006, 2007 e 2008, e como o melhor jogador defensivo em 2005.

## Prêmios individuais
- Melhor Jogador Defensivo do Circuito Mundial de Vôlei de Praia de 2005[2]
- Melhor Levantador do Circuito Mundial de Vôlei de Praia de 2006[2]
- Melhor Levantador do Circuito Mundial de Vôlei de Praia de 2007[2]
- Melhor Levantador do Circuito Mundial de Vôlei de Praia de 2008[2]
- Melhor defesa do Circuito Brasileiro Banco do Brasil de 2000[2]
- Melhor defesa do Circuito Brasileiro Banco do Brasil de 2002[2]
- Melhor defesa do Circuito Brasileiro Banco do Brasil de 2003[2]
- Melhor defesa do Circuito Brasileiro Banco do Brasil de 2004[2]
- Melhor Jogador do Circuito Brasileiro Banco do Brasil de 2005[2]
- Melhor levantamento do Circuito Brasileiro Banco do Brasil de 2008[2]
- Melhor levantamento do Circuito Brasileiro Banco do Brasil de 2009[2]
- Melhor levantamento do Circuito Brasileiro Banco do Brasil de 2010[2]
- Melhor levantamento do Circuito Brasileiro Banco do Brasil de 2013-14[2]